# Douglas (Alabama)
Douglas is een plaats (town) in de Amerikaanse staat Alabama, en valt bestuurlijk gezien onder Marshall County.

## Demografie
Bij de volkstelling in 2000 werd het aantal inwoners vastgesteld op 530.
In 2006 is het aantal inwoners door het United States Census Bureau geschat op 577, een stijging van 47 (8,9%).

## Geografie
Volgens het United States Census Bureau beslaat de plaats een oppervlakte van
8,0 km², geheel bestaande uit land. Douglas ligt op ongeveer 304 m boven zeeniveau.

## Plaatsen in de nabije omgeving
De onderstaande figuur toont de plaatsen in een straal van 16 km rond Douglas.